# Pomacea
Ampullaires
Genre
Pomacea (les Ampullaires), est un genre de mollusques gastéropodes d'eau douce. On appelait ce genre Ampullarius ou Ampullaria, avant que le terme ne devienne obsolète.
Introduites hors de leur aire naturelle de répartition, certaines espèces de Pomacea peuvent devenir invasives.

## Liste partielle des espèces
- Pomacea aurostoma
- Pomacea bridgesii (ou Ampullarius australis)
- Pomacea camena
- Pomacea canaliculata
- Pomacea columellaris
- Pomacea crassa
- Pomacea cumingi
- Pomacea diffusa
- Pomacea dolioides
- Pomacea falconensis
- Pomacea flagellata
- Pomacea glauca
- Pomacea granulosa
- Pomacea haustrum
- Pomacea insularum
- Pomacea interrupta
- Pomacea lineata
- Pomacea maculata (ou Ampullaria gigas)
- Pomacea marginata
- Pomacea miamiensis
- Pomacea paludosa
- Pomacea papyracea
- Pomacea scalaris
- Pomacea sinamarina
- Pomacea sordida
- Pomacea superba
- Pomacea urceus

## En aquariophilie
On les retrouve régulièrement en aquariophilie, car ils aident à la destruction des algues (mais peuvent également s'attaquer aux plantes d'aquarium) et de divers autres déchets (restes alimentaires...). Ils sont aujourd'hui interdits à la vente ; classés comme espèces invasives ils ne doivent pas être relâchés dans la Nature. Tout le genre Pomacea est touché par cette interdiction. En 2014, une des espèces du genre était notamment en train d'envahir le delta de l'Èbre en Espagne